# Калжир
Калжи́р (каз. Қалжыр) — село у складі Маркакольського району Східноказахстанської області Казахстану. Адміністративний центр Калжирського сільського округу.
Населення — 1030 осіб (2021; 1576 у 2009, 2127 у 1999, 1981 у 1989).
Національний склад станом на 1989 рік:
- казахи — 100 %

Станом на 1989 рік село називалося Черняєвка.